# Leptotarsus (Leptotarsus) ducalis gloria
Leptotarsus (Leptotarsus) ducalis gloria is een ondersoort van de tweevleugelige Leptotarsus (Leptotarsus) ducalis uit de familie langpootmuggen (Tipulidae). De ondersoort komt voor in het Australaziatisch gebied.